# Paavo Vallius
Paavo Olavi Vallius, född 28 mars 1949 i Finland, är en sverigefinsk politiker (socialdemokrat) och tidigare metallarbetare. Han var riksdagsledamot 1994–2006 (statsrådsersättare 1998–2002, i övrigt ordinarie ledamot), invald för Västmanlands läns valkrets.
I riksdagen var han ledamot i kulturutskottet 1998–2006 och ledamot i Nordiska rådets svenska delegation 2006. Han var även suppleant i arbetsmarknadsutskottet, EU-nämnden, justitieutskottet, trafikutskottet och Nordiska rådets svenska delegation.
Vallio har uttalat sig kritiskt mot sin tidigare arbetsplats riksdagen och dess ledamöter med uttalandet "Idealismen har ersatts av egen vinning".